# Leslie Township (Missouri)
Leslie Township est un township du comté de Carroll dans le Missouri, aux États-Unis,.  Le township est baptisé en référence au colonel Leslie Combs.

## Source de la traduction
- (en) Cet article est partiellement ou en totalité issu de l’article de Wikipédia en anglais intitulé « Leslie Township, Carroll County, Missouri » (voir la liste des auteurs).